# Ferroviário Atlético Clube (RO)
|  | No s'ha de confondre amb Ferroviário Atlético Clube. |

El Ferroviario Atlético Clube fou un club de futbol brasiler de la ciutat de Porto Velho a l'estat de Rondônia.

## Història
El club va ser fundat el 10 de juliol de 1943 per treballadors de la fàbrica Madeira-Mamoré Railroad. És el club que més títols va guanyar en l'època amateur del Campionat rondoniense amb un total de 17 campionats, guanyats els anys 1946, 1947, 1948, 1949, 1950, 1951, 1952, 1955, 1957, 1958, 1963, 1970, 1978, 1979, 1986, 1987 i 1989. Va ser dissolt l'any 1991.

## Palmarès
- Campionat rondoniense:
  - 1946, 1947, 1948, 1949, 1950, 1951, 1952, 1955, 1957, 1958, 1963, 1970, 1978, 1979, 1986, 1987, 1989

- Torneio de Integração da Amazônia: 
  - 1980

## Estadi
El club disputa sus partits com a local a l'Estadi Aluízio Ferreira. Té una capacitat màxima per a 7.000 espectadors.